# Петровцевский сельский совет (Миргородский район)
Петровцевский сельский совет (укр. Петрівцівська сільська рада) — входит в состав
Миргородского района
Полтавской области
Украины.
Административный центр сельского совета находится в 
с. Петровцы.

## Населённые пункты совета
- с. Петровцы
- с. Кузьменки